# Ghiacciaio Glenzer
Il ghiacciaio Glenzer (in inglese Glenzer Glacier) è un ghiacciaio lungo circa 8 km situato sulla costa di Knox, nella parte occidentale della Terra di Wilkes, in Antartide. Il ghiacciaio, il cui punto più alto si trova a più di 200 m s.l.m., è situato in particolare a ovest del ghiacciaio Conger e da qui fluisce verso nord fino ad andare ad alimentare la piattaforma glaciale Shackleton, di cui entra nella parte orientale.

## Storia
Il ghiacciaio Glenzer è stato mappato per la prima volta nel 1955 da G.D. Blodgett grazie a fotografie aeree scattate durante l'operazione Highjump, 1946-1947, ed è stato in seguito così battezzato dal Comitato consultivo dei nomi antartici in onore di Hubert Glenzer, Jr., pilota aereo della marina militare statunitense presente nell'Operazione Windmill, 1947-48, che diede supporto nell'installazione di stazioni di controllo astronomico lungo la parte della costa antartica che va dalla costa di Guglielmo II alla costa di Budd.